# Weezer (Black Album)
Weezer, también conocido como Black Album, es el decimotercer álbum de estudio de la banda estadounidense Weezer. Fue lanzado el 1 de marzo de 2019, a través de Crush Music y Atlantic Records.  Este fue el sexto álbum homónimo (después de The Blue Album (1994), The Green Album (2001), The Red Album (2008), The White Album (2016) y The Teal Album (2019).

## Antecedentes
El líder de Weezer, Rivers Cuomo, insinuó por primera vez el álbum en abril de 2016, poco después de que la banda lanzara su décimo álbum Weezer (The White Album). "¿Qué podría destacar más contra 'White' que 'Black'? Creo que tal vez será como si los Beach Boys salieran mal. Estoy pensando en maldecir, que es algo que nunca he hecho en las canciones".
Mientras promocionaba el undécimo álbum de la banda, Pacific Daydream, en agosto de 2017, Cuomo dijo: "El plan original era el Black Album , pero Pacific Daydream realmente se unió. The Black Album está prácticamente listo, está por llegar".

## Lanzamiento
Cuomo le dijo por primera vez a la estación de radio australiana Double J en febrero de 2018 que el álbum se lanzaría el 25 de mayo, y luego insinuó fechas como el 1 y el 12 de junio en su cuenta de Twitter. El 11 de octubre, se lanzó el primer sencillo del álbum, "Can't Knock the Hustle". Una segunda canción, "Zombie Bastards", se lanzó el 21 de noviembre, junto con la portada y una fecha de lanzamiento para el álbum, fijada para el 1 de marzo de 2019.
El 21 de febrero de 2019 siguieron dos sencillos más, que son "High as a Kite" y "Living in L.A.". Además, "California Snow" se lanzó como sencillo para la banda sonora de la película Spell de 2018.

## Lista de canciones
| N.º | Título                             | Duración |  |
| 1.  | «Can't Knock the Hustle»           | 3:35     |  |
| 2.  | «Zombie Bastards»                  | 4:11     |  |
| 3.  | «High as a Kite»                   | 3:48     |  |
| 4.  | «Living in L.A.»                   | 3:38     |  |
| 5.  | «Piece of Cake»                    | 3:17     |  |
| 6.  | «I'm Just Being Honest»            | 3:57     |  |
| 7.  | «Too Many Thoughts in My Head»     | 4:03     |  |
| 8.  | «The Prince Who Wanted Everything» | 3:23     |  |
| 9.  | «Byzantine»                        | 4:09     |  |
| 10. | «California Snow»                  | 3:32     |  |

## Posicionamiento en listas
| Lista (2019)                       | Posición |
| ---------------------------------- | -------- |
| Alemania (Media Control Charts)    | 96       |
| Australian Digital Albums (ARIA)   | 24       |
| Bélgica (Ultratop flamenca)        | 103      |
| Bélgica (Ultratop valona)          | 143      |
| Canadá (Billboard Canadian Albums) | 56       |
| Escocia (Scottish Albums Chart)    | 18       |
| Suiza (Schweizer Hitparade)        | 82       |
| Reino Unido (UK Albums Chart)      | 73       |
| Estados Unidos (Billboard 200)     | 19       |

## Personal
Weezer
- Brian Bell - guitarra, coros, teclado, sintetizador
- Rivers Cuomo - guitarra, voz, teclado, sintetizador, piano
- Scott Shriner - bajo, coros, teclado
- Patrick Wilson - batería, voces, percusión